# Archigenes von Apameia
Archigenes (altgriechisch Ἀρχιγένης Archigénēs), genannt Archigenes von Apameia, war ein in Rom wirkender griechischer Mediziner des 1. Jahrhunderts n. Chr. Er gehörte zur eklektischen Schule bzw. Pneumatiker-Schule.
Der Herkunftsort Apameia lag in Syrien. Eine kurze Biographie von ihm ist in der Suda enthalten. Sein Vater Philippos war möglicherweise auch ein bei Galen erwähnter Arzt. Archigenes war ein angesehener Arzt in Rom in der Zeit von Kaiser Trajan und starb mit 63 Jahren. Juvenal erwähnt ihn in seinen Satiren mehrfach als angesehenen Modearzt des römischen Adels. So empfiehlt Juvenal in Satire 14, ein Vater möge sich von Archigenes ein Gegenmittel wie seinerzeit Mithridates von Pontos gegen Gifte geben lassen, um der Vergiftung durch den Sohn vorzubeugen. Er war als Chirurg und Frauenarzt tätig.
Er war ein Schüler des Begründers der Eklektikerschule Agathinos von Sparta. Archigenes hing dem Pneuma-Konzept von Athenaios von Attaleia an, dem Gründer der Pneumatikerschule.
Von seinen Schriften sind nur Fragmente erhalten, unter anderem in den Schriften von Oreibasios und Galenos. Galen kritisiert ihn zwar vereinzelt, erkennt aber seinen wissenschaftlichen Rang an und bezieht sein Werk in seine Schriften ein. Sie betreffen unter anderem Amputation von Gliedmaßen, Pharmakologie, Fieberlehre,  Pulslehre, die er weiterentwickelte (er unterschied zehn Pulsarten) und zu der Galen einen Kommentar schrieb.

## Ausgaben
- Cesare Brescia: Frammenti medicinali di Archigene. Libreria scientifica editrice, Neapel 1955.